# 스리랑카 루피

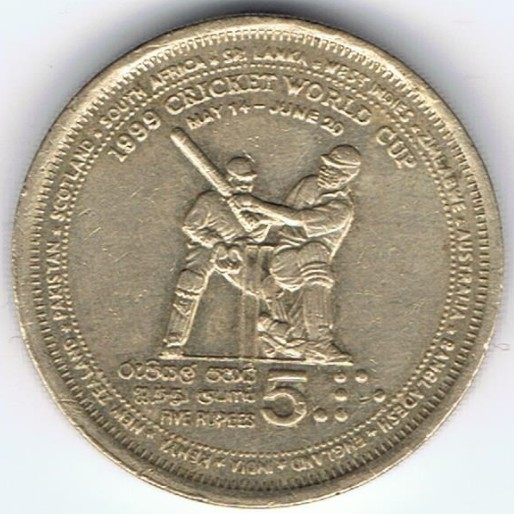

루피(싱할라어: රුපියල, 타밀어: ரூபாய்)는 스리랑카의 통화로 1 루피는 100 센트(cents)에 해당된다. 1, 2, 5, 10, 25, 50 센트, 1, 2, 5, 10 루피짜리 동전과 10, 20, 50, 100, 500, 1,000, 2,000, 5,000 루피짜리 지폐가 통용된다.

## 같이 보기
- 스리랑카의 경제